# Heptavalent Botulism Antitoxin
Das Heptavalent Botulism Antitoxin (H-BAT, Eigenschreibweise des Herstellers Cangene: Heptavalent Botulism AntiToxin) ist eine Mischung von sieben verschiedenen Antikörpern, die zur Behandlung von Botulismus verwendet werden.

## Eigenschaften
Mit dem Heptavalent Botulism Antitoxin werden Vergiftungen mit Botulinumtoxinen (Serotypen A bis G) im Sinne einer passiven Immunisierung behandelt. Die Antikörper wurden zuvor aus Seren von immunisierten Pferden gereinigt und teilweise mit Pepsin verdaut. H-BAT wird von der Firma Cangene hergestellt. Die experimentelle Verwendung beim Menschen wurde 2010 zugelassen, die generelle Arzneimittelzulassung für die USA erfolgte 2013 und ersetzte zwei zuvor zugelassene Antikörpermischungen, das bivalent botulinum antitoxin AB und das monovalent botulinum antitoxin E (BAT-AB bzw. BAT-E).